# Друга београдска гимназија
Друга београдска гимназија, данас Филолошка гимназија, основана је указом Намесништва, а у име малолетног кнеза Милана Обреновића, 11. августа 1870. године под називом Палилулска полугимназија. Први директор гимназије био је Димитрије А. Нешић (1826–1872).

## Промена имена
Актом од 7. новембра 1875. одлучено је да се школа назове Друга нижа гимназија београдска (1875–1887)
Школске 1887/88 отворен је шести разред и решењем од 9. септембра 1887. добила је име Друга београдска гимназија (1887–1898). Године 1889, одржани су први „испити зрелости“ са ученицима који су завршили седми разред. Осми разред је уведен две године касније.
Године 1898, припојена су овој школи сва одељења укинуте Реалке (постојао је гимназијски и реални смер) и исте године је поново мењано име у Гимназија Вука Стефановића Караџића (1898–1905).
Име Друга београдска гимназија је враћено 1903 (Указ од 10. априла 1903, ПБр. 4430).
Државна Друга мушка реална гимназија (1930–1944), Друга мушка гимназија (1944–1953)
Друга београдска гимназија (1953–1959), одлуком Народног одбора Београда, почетком школске 1953/54. године, Друга мушка гимназија постала је мешовита школа, што је подразумевало и промену назива школе. Од 28. октобра 1953. године школи је враћено име Друга београдска гимназија. Тачније, мешањем ђака Друге мушке и Прве женске београдске гимназије настале су две гимназије – Друга и Пета београдска гимназија. У даљој реорганизацији, већ 1954/55. школске године, гимназија је установљена као четворогодишња, „виша” гимназија ( од 4. до 8. разреда), а нижа четири разреда су припојена Основној школи Радоје Домановић у Цетињској улици. Као четворогодишња Друга београдска гимназија је почела рад Школске 1956/57. године.
Решењем Народног одбора општине Стари град бр 674/1 од 28. децембра 1959. гимназија добија име - Гимназија "Иво Лола Рибар" (1959–1961)
Друга београдска гимназија „Иво Лола Рибар” (1961–1978)
Школа за образовање кадрова преводилачке струке „Друга београдска гимназија Иво Лола Рибар” (1977–1980)
Школа за образовање кадрова преводилачке струке „Иво Лола Рибар” (1980–1988)
Филолошка гимназија ( 1988 –

## Сеобе
Школа је заједно са именом мењала и локације на којима се налазила.
Палилулска полугимназија је почела са радом 1870. године у старој згради Трговачке академије, власништву породице Јање Ђорђевића, у данашњој Светогорској улици, коју је Министарство просвете узело под закуп. Већ следеће школске године ова школа се пресељава у Скопљанску улицу, у кућу Јована Ђорђевића, да би се убрзо вратила у Светогорску улицу, али сада у зграду Живојина Блазнавца.
Од 1897. године налазила се у Булевару краља Александра, а између Влајковићеве и плаца на коме се налази Скупштина, поред Панђелине зграде. 
Године 1910, пресељена је у веома лепу новоподигнуту зграду у Македонској улици, где је остала до 1941. године. Зграда је тада оштећена за време априлског бомбардовања, а школа пресељена у зграду Реалке у Узун Мирковој. У међувремену, децембра 1938, зграда је имала мањи пожар на тавану.
После Другог светског рата школа је пола године радила у просторијама Прве женске гимназије код Ташмајдана, а затим у Трећој мушкој у Његошевој.
Зграда у Македонској је делимично обновљена и гимназија се вратила у своју кућу септембра 1947. године, али је срушена 1961. године и на њеном месту је подигнут солитер „Политике“. То је поново довело до серије сеоба гимназије.
Једно време се налазила у згради Пете београдске гимназије на Ташмајдану (1961—1964), потом у згради средње електротехничке школе „Никола Тесла“ у улици народног фронта (1964—1965), да би се на крају преселила у зграду Основне школе „Борис Кидрич” у Каменичкој 2, на Зеленом венцу.

## Промена делатности
Од 1977. године, постаје средња школа у којој су се образовали кадрови друштвеног усмерења преводилачке и музејско-архивске струке.
Осамдесетих година имала је два назива: Школа за образовање кадрова преводилачке струке „Иво Лола Рибар" и Језичка школа „Друга београдска гимназија Иво Лола Рибар" нова су имена.

## Филолошка гимназија
Године 1988. Просветни Савет СР Србије и ГСИЗ усмереног образовања Београда одлучују да оснују Филолошку гимназију. Друга београдска гимназија је одабрана као експериментална школа. Експеримент је требало да траје осам година, међутим, 1991. школа добија назив Филолошка гимназија, када је и број језика са уобичајена четири (енглески, немачки, француски, руски) проширен додавањем класичних језика,  шпанског, италијанског, кинеског, норвешког, јапанског.

## Школа од националног значаја
Ова школа је, од стране Владе републике Србије, 10. маја 2007. проглашена за школу од посебног националног значаја, поред Математичке, Прве крагујевачке гимназије и Гимназије у Карловцима.

## Професори и ученици Друге београдске гимназије[8]

### Научници свјетског гласа - професори и ученици Друге београдске гимназије
- Павле Савић, научник, професор физичке хемије, предложен за Нобелову награду за физику са Иреном Жоли Кири
- Јован Цвијић (географ и етнограф)
- Јован Жујовић, геолог и политичар,
- Јован Ердељановић, етнолог,
- Коста Стојановић - научник, професор,

### Професори - академици
Четрдесет три наставника Друге београдске гимназије су постали чланови Српске академије наука и уметности или Српског ученог друштва. Међу њима су били 
- Душан Матић, књижевник
- Светомир Николајевић (књижевни историчар и критичар)
- Марко Леко (хемичар)
- Милош Н. Ђурић, класични филолог
- Милош Зечевић (историчар)
- Миодраг Ибровац, филолог
- Момчило Иванић (историчар књижевности, Даничићев ђак)
- Марко Мурат (сликар)
- Сава Урошевић (геолог)
- Петар Убавкић (вајар)
- Љубомир Јовановић (историчар)
- Светозар Ј. Никетић (теолог, преводилац)
- Владислав Тителбах (сликар)
- Милоје Васић (археолог)
- Недељко Кошанин (хемичар, географ)
- Сима Тројановић (етнолог)
- Татомир Анђелић (математичар)
- Душан Пантелић (философ, историчар)
- Стеван Сремац (књижевник) и
- Јован Цвијић (географ и етнограф).[9]

### Ученици — академици
Ученици гимназије који су постали чланови Српске академије наука и уметности и чланови Југословенске академије знаности и уметности: 
- Александар Деспић, хемичар,
- Богдан Богдановић, архитекта,
- Александар Костић, лекар, сексолог
- Боривоје Ж. Милојевић, географ,
- Бранислав Којић, архитект,
- Бранко Шљивић, анатом,
- Владета Јеротић, психијатар
- Вукић Мићовић, хемичар,
- Војислав Арновљевић, кардиолог,
- Војислав Ј. Ђурић, историчар уметности
- Дејан Деспић, композитор
- Драгомир (Драгиша) Васић, књижевник и политичар
- Душан Недељковић, филозоф
- Ђорђе С. Радојичић, филолог
- Илија Ђуричић, физиолог,
- Јован Ердељановић, етнолог,
- Јован Жујовић, геолог и политичар,
- Љубодраг Димић, историчар
- Милан Бартош, правник,
- Милан Богдановић, књижевни критичар,
- Милан Крстић, инж. конструктор,
- Милан Ракић, песник и дипломата,
- Миленко Живковић, композитор,
- Миодраг Павловић, књижевник
- Миодраг Протић, књижевник,
- Мирко Стојаковић, математичар,
- Михаило Марковић, проф. филозофије,
- Михајло Михајловић, хемичар,
- Никола Хајдин , професор универзитета,
- Никша Стипчевић, филолог
- Оскар Давичо, књижевник,
- Павле Вукасовић, биолог,
- Павле Савић, физичар
- Панта Тутунџић, хемичар,
- Радослав Анђус, биолог,
- Радивоје Беровић, проф. Мед. Фак.,
- Сава Петковић, уролог,
- Станоје Стефановић, хематолог,

### Директори школе:
- Димитрије А. Нешић (1826–1872)
- Давид Милан Рашић Дариваш (1825–1875)
- Димитрије С. Јовановић (1850–1919)
- Стеван Ловчевић (1845–1930)
- Сретен Ј. Стојаковић (1854–1928)
- Коста Црногорац (1836–1906)
- Миливоје Симић
- Бошко Б. Бошковић (1879–1944)
- Мирко М. Поповић
- Момчило Даничић
- Никола Ј. Петровић
- Никола С. Половина
- Илија Маричић
- Добривоје П. Алимпић (1899–1965)
- Новица Шћепановић
- Соломон Калдерон (1894–1968), директор
- Петрашин М. Никитовић (1909–1974)
- Софија Ђукић, директорка
- Садета Буљубашић, директорка
- Жарко Бабић (1934–2001)[10][11]

Остали познати професори школе
- Мита Ракић (1846–1898), књижевник, преводилац, отац песника Милана Ракића
- Војислав Николајевић Штирски (1862–1931), професор музике
- Јован Миодраговић (1854–1926), педагог
- Јеремија Живановић (1874–1940), књижевник
- Јосип Сибе Миличић (1886–1944), филолог и сликар, учитељ цртања
- др Миливоје Н. Јовановић (1869–1942), филозоф[12]
- Коста Стојановић - професор 1898—1904, научник
- Милорад Павловић Крпа (1865–1957), професор земљописа
- Живко Н. Стефановић, Жика Кенгур
- Јаков Јаша Продановић (1867–1948)
- Јеленко Михајловић (1868–1956), сеизмолог, геолог
- Максим Трпковић (1864–1924), реформатор јулијанског календара, професор математике
- Никола Врсаловић (1859–1914), професор математике[4]
- Јован Кангрга (1871–1936), германиста
- Милан С. Недић, професор математике[4]
- Илија Лалевић (1873–1940), професор латинског језика
- др Чедомиљ Марјановић (1872–1947), теолог, вероучитељ, професор руског језика[13]

### Остали познати ученици
Другу београдску гимназију су похађали и:
- Војислав Ј. Илић, песник
- Прока Јовкић (1886–1915), песник[4]
- Жарко Ј. Илић, песник
- Станислав Краков, књижевник
- Јелисавета Начић, архитекта
- Никола Велимировић (1880–1956) (ванредни ученик 1909. године када је полагао 7. и 8. разред гимназије и Велику матуру да би нострификовао дипломе за рад у Богословији)[4]
- Милутин Бојић (1892–1917), песник
- др Александар Ђ. Костић (1893–1983), доктор медицине, пијаниста, композитор
- Бранко Балетић, редитељ
- Момчило Ст. Мокрањац (1899–1967), доктор фармације, син  Стевана Мокрањца
- Растко Петровић, књижевник
- Војислав Јовановић Марамбо (1833–1968), филолог и дипломата
- Војислав Ј. Илић Млађи, песник
- Јанићије Дробњак (1874–1899), песник[4]
- Сима Пандуровић (1886–1960), песник
- Милутин Ускоковић (1884–1915), песник
- Душан Срезојевић (1886–1916), песник
- Драгољуб Јовановић (1875–1977), политичар
- Александар Сања Живановић (1890–1912), син министра Живана Живановића
- Страхиња Бан Нушић (1895–1915), син Бранислава Нушића
- Миодраг Љ. Давидовић (1881–1917), син Љубе Давидовића[14]
- Станислав Сташко Сондермајер (1897–1914)
- Димитрије Туцовић (1881–1914)
- Драгољуб Дража Михаиловић (1893–1946)
- Војислав Танкосић (1880–1915)
- Никодије Луњевица (1880–1903)
- Војислав Коштуница, правник и државник
- Војислав Маринковић (1876–1935), правник, дипломата
- Радослав Павловић, драмски писац
- Ђорђе Пауновић, професор универзитета
- Зоран Симјановић, композитор
- Жарко Кораћ, психолог
- Лазар Кнежевић (1876–1932), преводилац
- Велимир Живојиновић Масука (1886–1974), песник, драматург
- Иво Лола Рибар, револуционар
- Јован Марјановић, историчар
- Јован Христић, српски песник, драмски писац, есејиста, књижевни и позоришни критичар
- Миодраг Јоксимовић, грађевински инжењер, пројектант[9][15]
- Југослав Влаховић, академски сликар, карикатуриста
- Љубиша Ристић, редитељ
- Вучко Јоксимовић - професор Свети сурдулички мученик[16]
- Марина Абрамовић, сликар, мултимедијална уметница
- Небојша Ђукелић, електроинжењер, редитељ, филмски критичар
- Радивоје Кораћ, кошаркаш
- Милан Грол (1876–1952), књижевник и драматург
- Момчило Бајагић, рок и поп музичар
- Татјана Крагујевић, песникиња
- Танасије Пејатовић (1875–1903)
- Павле Ћосић, лингвиста и писац
- Павле Карађорђевић, кнез
- Петар II Карађорђевић, престолонаследник и краљ Југославије
- Владимир Тошић, композитор, редовни професор ФМУ
- Риста Одавић (1870–1932)
- Сима Пандуровић, песник и преводилац
- Рашко В. Димитријевић (1898–1988), филолог
- Александар Црквењаков, новинар, архитекта и дипломата
- Војислав Бубиша Симић, диригент и композитор
- Милан Ђоковић, књижевник и драмски писац
- Радомир Шапер, кошаркаш и професор
- Дубравка Марковић, водитељка, новинарка

## Галерија
- Главни улаз
- Поглед према Каменичкој улици
- Фискултурна сала
- Двориште и ученички улаз
- Кабинет за хемију
- Плато на улазу
- Поглед низ Каменичку улицу